# Traité Apodaca-Canning

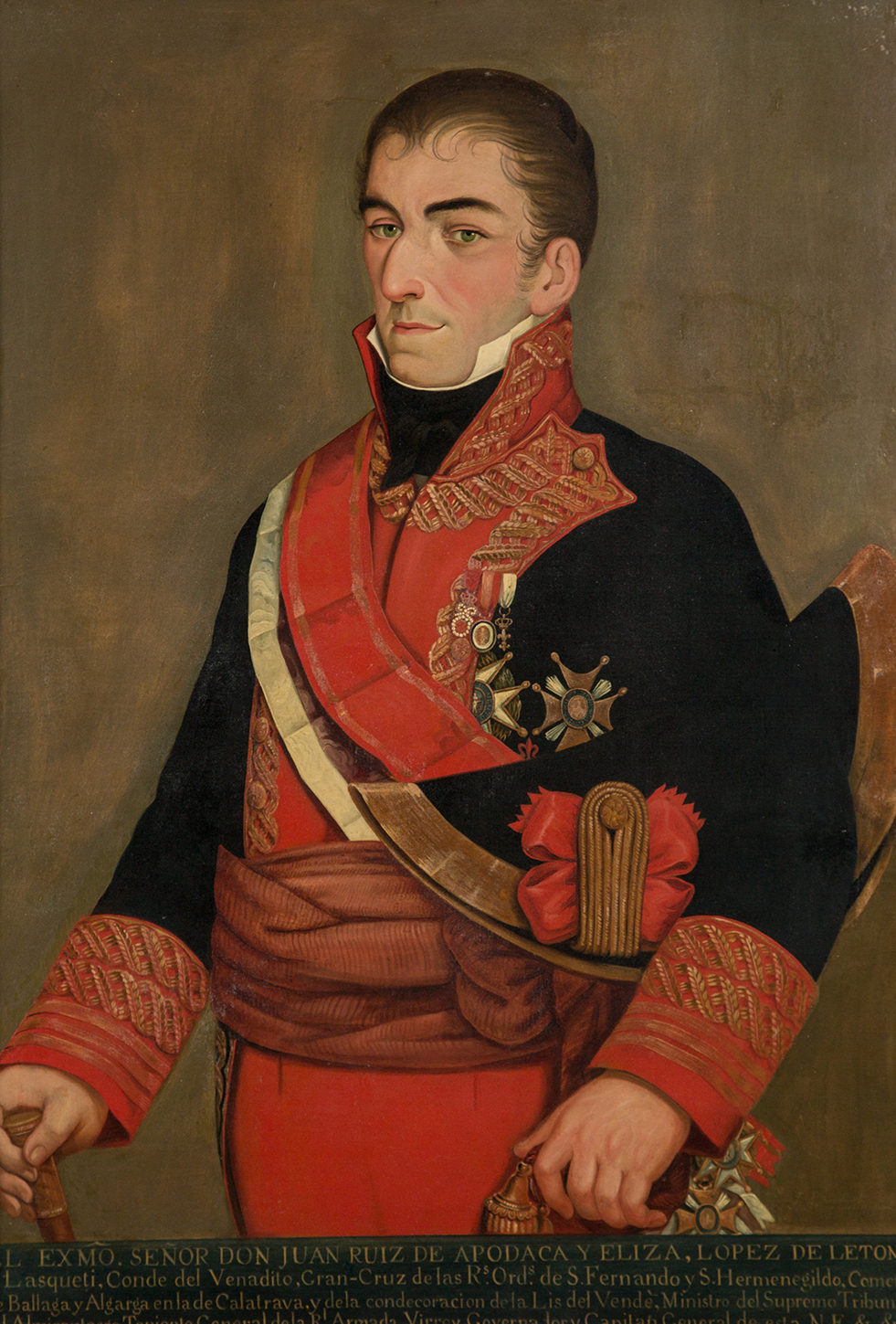
Juan José Ruiz de Apodaca, ambassadeur plénipotentiaire en Grande-Bretagne avant de finir vice-roi de Nouvelle-Espagne.

Le traité Apodaca-Canning (ou Traité de paix, d’amitié et d’alliance entre Sa Majesté Britannique et Sa Majesté Catholique Ferdinand VII, selon son intitulé officiel) est un traité conclu à Londres le 14 janvier 1809 entre le Royaume-Uni et l’Espagne, et signé par Juan Ruiz de Apodaca, alors ambassadeur plénipotentiaire en Grande-Bretagne, et George Canning, ministre britannique des Affaires étrangères.
À la suite du soulèvement populaire du deux mai 1808 à Madrid, la Junte de Séville fut portée à rechercher l’aide de la Grande-Bretagne pour pouvoir résister aux troupes d’occupation françaises. Aux termes de ce traité, la Grande-Bretagne se voyait accorder des facilités commerciales dans les possessions d’outre-mer de l’Espagne, en échange de la fourniture de matériel militaire aux forces armées et aux groupes de guerilla espagnols

## Texte du traité
(Traduction des articles Ier à IV et de l'article 1er séparé par nos soins ; traduction de l'article second séparé et de l’article additionnel tirée de l’Ambigu de 1809.)
Art. Ier. Entre Sa Majesté le Roi du Royaume-Uni de Grande-Bretagne et d’Irlande, et Sa Majesté Catholique Ferdinand VII, roi d’Espagne et des Indes lui appartenant, et entre tous leurs royaumes, États, dominions et sujets, il devra régner une paix chrétienne, stable et inviolable, et une perpétuelle et sincère amitié et une stricte alliance durant la guerre contre la France, ainsi qu’un oubli total et durable de tous actes d’hostilité commis de part et d’autre au cours des récentes guerres, dans lesquelles ils ont été engagés les uns contre les autres.
Art. II. Afin de prévenir tout sujet de plainte et litige susceptible de surgir à propos des prises de guerre, faites postérieurement à la Déclaration publiée par Sa Majesté Britannique le 4 juillet de l’année dernière, il a été convenu que les vaisseaux et biens pris postérieurement à la date de ladite Déclaration, dans quelque mer ou port du monde que ce soit, sans aucune exception et sans considération aucune pour l’heure ou le lieu, devront être restitués par les deux parties. En outre, attendu que l’occupation accidentelle de quelqu’un des ports de la péninsule par l’ennemi commun pourrait donner lieu à litige à propos de vaisseaux qui, ignorant cette occupation, pourraient mettre le cap sur ces ports au départ de quelque autre port, que ce soit sur la péninsule ou dans les colonies; et attendu que des cas pourraient survenir où des habitants espagnols desdits ports ou provinces ainsi occupés par l’ennemi, pourraient tenter, avec leurs biens, de se soustraire à l’emprise de celui-ci ; les Hautes Parties contractantes sont convenues que les vaisseaux espagnols non avertis de l’occupation ennemie des ports dans lesquels ils sont désireux d’entrer, de même que ceux qui pareillement tenteraient de s’échapper de quelque port ainsi occupé, ne devront pas être capturés, et ni eux-mêmes, ni leur cargaison être considérés de bonne prise ; mais qu’ils devront au contraire bénéficier de toute aide et assistance de la part de la force navale de Sa Majesté Britannique.
Art. III. Sa Majesté Britannique s’engage à continuer d’aider, dans toute la mesure de son pouvoir, la nation espagnole dans sa lutte contre la tyrannie et l’usurpation par la France, et promet de ne point reconnaître de roi d’Espagne et des Indes de lui dépendantes, autre que Sa Majesté Catholique Ferdinand VII, ses héritiers, ou tel successeur légitime qu’il conviendra à la nation espagnole de reconnaître ; et le gouvernement espagnol s’engage au nom et de la part de Sa Majesté Catholique Ferdinand VII, de ne jamais, en aucun cas, céder à la France quelque partie que ce soit des territoires ou des possessions de la monarchie espagnole, dans aucune partie du monde.
Art. IV. Les Hautes Parties contractantes conviennent de faire cause commune contre la France ; et de ne point faire la paix avec cette puissance, si ce n’est d’un accord commun.
Art. Ier séparé. Le gouvernement espagnol s’engage à prendre les mesures les plus efficaces propres à empêcher que les escadres dans tous les ports d’Espagne, ainsi que l’escadre française prise au mois de juin, et se trouvant maintenant dans le port de Cadix, ne tombent au pouvoir de la France, à quelle fin Sa Majesté Britannique s’engage à coopérer par tous moyens en son pouvoir.—Le présent article séparé aura la même force et validité que s’il avait été insére, mot pour mot, dans le Traité de paix, d’amitié et d’alliance signé ce jour, et sera ratifié au même moment. En foi de quoi, nous, les plénipotentiaires soussignés, en vertu de nos pouvoirs respectifs, avons signé le présent article séparé, et l’avons scellé des sceaux de nos armes.
Article second séparé. Il sera négocié immédiatement un traité dans lequel il sera stipulé le montant et la description des secours à fournir par Sa Majesté Britannique, conformément au troisième article du présent traité.
Article additionnel.— Les circonstances actuelles ne permettant pas de négocier un traité de commerce entre les deux pays, avec tout le soin et l’attention dus à un sujet aussi important, les Hautes Parties contractantes s’engagent mutuellement à procéder à cette négociation aussitôt qu’il sera possible de le faire ; en fournissant, dans les entrefaites, des facilités mutuelles au commerce des sujets des deux pays par des règlements temporaires fondés sur des principes d’utilité réciproque.
Fait à Londres, le 14 janvier 1809.

(signé)
   
George Canning.

Juan Ruiz de Apodaca.